# Бердянский завод дорожных машин
Бердянский завод дорожных машин — промышленное предприятие, ранее располагавшееся в Бердянске (Запорожская область Украины).

## История
История предприятия началась в 1883 году, когда немецкий колонист Д. Шрейдер построил небольшие мастерские, где ремонтировали и изготавливали сельскохозяйственный инвентарь. В 1895 году на базе мастерских был создан чугунолитейный и механический завод, с начала XX века освоивший производство простых станков. После 1905 года завод получил наименование «Азовско-Черноморский чугунолитейный и механический завод».
Во время гражданской войны завод прекратил работу, после окончания боевых действий в 1920 году он был законсервирован до 1926 года, в 1927 году началось восстановление предприятия. В 1930-е годы завод был реконструирован и расширен, были построены и введены в эксплуатацию несколько новых цехов.
После начала Великой Отечественной войны в связи с приближением к городу линии фронта в сентябре 1941 года завод был эвакуирован в город Копейск Челябинской области РСФСР. В период немецкой оккупации завод не функционировал, в 1943 году производственные помещения были разрушены отступавшими немецкими войсками. Восстановление предприятия началось вскоре после освобождения города, уже в марте 1944 года начала работу литейная.
В 1946 году завод был переориентирован на производство строительных и дорожных машин. После завершения восстановления завод стал одним из ведущих предприятий Бердянска.
В 1963 году был организован заводской музей.
В 1971 году завод был награждён орденом Октябрьской Революции.
По состоянию на начало 1978 года, завод насчитывал 14 основных и вспомогательных цехов и являлся одним из основных производителей дорожно-строительной техники в СССР, основной продукцией предприятия являлись скреперы, погрузчики и экскаваторы-планировщики, а также дорожные катки. В 1980-е годы численность рабочих составляла 2,5 тыс. человек.
В 1986 году завод расширил ассортимент выпускаемой продукции, на предприятии было освоено производство потребительских товаров хозяйственно-бытового назначения.
В советское время завод находился в ведении министерства строительного, дорожного и коммунального машиностроения СССР, на балансе предприятия находились объекты социальной инфраструктуры: Дом культуры, два детских сада и пионерский лагерь.
После провозглашения независимости Украины стало крупнейшим производителем дорожно-строительной техники на территории Украины (в это время завод имел возможность выпускать до 50 типов и модификаций машин, в том числе скреперы, экскаваторы и бульдозеры). В дальнейшем, государственный завод был преобразован в открытое акционерное общество.
В марте 1995 года Верховная Рада Украины внесла завод в перечень предприятий, приватизация которых запрещена в связи с их общегосударственным значением, однако в ноябре 1996 года завод был исключён из этого перечня.
В 1990-е годы хозяйственное положение предприятия осложнилось. В 2003 году Пенсионный фонд Украины подал судебный иск о банкротстве завода в связи с наличием кредиторской задолженности в размере 12 млн гривен (из которых 6 млн гривен составлял долг перед государственным бюджетом и ещё 2 млн гривен — долги перед Пенсионным фондом Украины). В 2004 году хозяйственный суд Запорожской области утвердил план санации, в соответствии с которым в 2005 году производственные мощности предприятия были разделены между ЗАО «Азовский машиностроительный завод» и ЗАО «Бердянский машиностроительный завод».
В дальнейшем, завод был переориентирован на изготовление оборудования для предприятий энергетической, нефтехимической, металлургической и горнодобывающей промышленности, и к 2006 году выполнял лишь единичные заказы на изготовление землеройной техники и поставку запчастей к произведенным ранее машинам.
В 2006 году часть неиспользуемых зданий и сооружений завода была выставлена на продажу.
В декабре 2007 года была предпринята попытка объединения мощностей завода, когда ЗАО «Азовский машиностроительный завод» купил 13 % акций ЗАО «Бердянский машиностроительный завод», однако начавшийся в 2008 году экономический кризис остановил реализацию этого проекта.